# تاير كامينر
تاير كامينر  (بالعبرية: תאיר קמינר‏) هي شابة إسرائيلية تبلغ من العمر 20 عاماً رفضت اجتياز الخدمة العسكرية الإسرائيلية، عندما ذهبت بصحبة والديها إلى القاعدة العسكرية للتسجيل

## الأحداث
رفضت تاير أثناء تسجيلها صحبة والديها الخدمة العسكرية في إسرائيل، معترضة على احتلال فلسطين والإستيطان الإسرائيلي، قائلة: 
 واصفة الإصابات الناجمة عن الهجمات الصاروخية على غزة وأجيال «الكراهية» المتصاعدة على كلا الجانبين. لتصبح مُدانة وسجينة لمدة 28 يومًا.
وبحسب تقرير صحيفة «إندبندنت نيوز» يرجع المانع الأساسي لتاير إلى مساهماتها التطوعية للأطفال الذين أصيبوا في النزاع بين إسرائيل وغزة، لذلك أبت القيام بهذا النوع من الخدمة في الجيش، لكنها بالمقابل على أداء خدمة بديلة أخرى. كما لا تعتبر تاير الشخص الوحيد الذي رفض تمرير الخدمة العسكرية في إسرئيل بل كذلك تانيا جولان فتاة أخرى في التاسعة عشرة من عمرها رفضت تمرير الخدمة العسكرية في الجيش الإسرائيلي. في يوم الأحد 31 يناير تم إعادة تاير إلى مركز تدريب عسكري في تل هشومير.

## أصداء
وفقاً لصحيفة إندبندنت نيوز، كان هدف ناير من رفضها هو إعادة صياغة القوانين التي تعاقب المستنكفين ضميريًا، ولكنها عرفت باسم الخائنة وقد تم تنظيم مظاهرات منظمة من قبل المعترضين سواء في سجنها أو في قواعد تدريب الجنود.